# Illa Parola
L'illa Parola o Northeast Cay (tagal: Parola; anglès: Northeast Cay; xinès: 岛 子 北, pinyin: Dao Beizi; vietnamita: Đảo Song Tử Đông) és la cinquena illa més gran de l'arxipèlag Spratly i la tercera més gran entre les illes Spratly ocupades per Filipines. La seva superfície és de 12,7 hectàrees. Es troba a només 1,75 milles (2,82 km) al nord d'illa Pugad (ocupada per Vietnam), que es pot veure a l'horitzó. Es troba a 28 milles (45 km) al nord-oest de l'illa Thitu també ocupada per les Filipines. Aquesta illa és administrada pel govern de les Filipines, com a part de Kalayaan, Palawan. Parola és la paraula en tagal (en una adaptació de l'idioma espanyol) per referir-se a un far.

## Medi ambient
Alguns dels afloraments de Parola són visibles en el seu costat occidental. Té una alta salinitat provinent de les aigües subterrànies i la vegetació es limita a la que es troba a les platges. Els corals de l'illa van ser destruïts en la seva majoria per l'ús desenfrenat de la pesca amb el mètode de dinamita i cianur emprat pels vaixells de pesca no filipins en el passat. Està coberta d'herba i arbres gruixuts. Gran part de la franja d'esculls està per sobre de l'aigua durant la marea alta. Va tenir un far el 1984. També compta amb dipòsits de guano.

## Ocupació per part de les Filipines
Aquesta illa és reclamada per la Xina, Taiwan i Vietnam, però és Filipines la que l'ocupa actualment. Diversos soldats filipins hi estan estacionats des de 1968, quan les Filipines va ocupar aquesta illa. Hi ha només un parell d'estructures a l'illa que serveixen com a refugis dels soldats.
L'illa Parola es pot considerar com la segona prioritat de les Filipines quant a la seva defensa, després de Pagasa, ja que està molt prop de l'illa Pugad ocupada per Vietnam, illa que també va ser ocupada per Filipines en el passat, però que va ser envaïda amb èxit per Vietnam del Sud el 1975 durant una festa celebrada per l'oficial filipí al comandament a Parola. Pocs mesos després, el recentment format Vietnam unificat se'n va fer càrrec en una escaramussa amb els vietnamites. Alguns dels vietnamites del sud que havien pres l'illa a les Filipines van fugir de Pugad i van nedar fins a l'illa Parola a la recerca de refugi.